# 锺瀚德
锺瀚德，原名锺健国，湖南宁乡人，香港企业家、瀚德集团创始人。

## 生平
锺瀚德出生于湖南宁乡，早年曾在中国人民解放军服役。后来投身商界，1990年代在香港创办了瀚德集团，从事金融投资、资源开发等业务，目前旗下企业及项目已遍及全球。他长期资助教育、科研事业，是钟瀚德基金会与周光召基金会的创办人，并曾任香港大学基金会荣誉会长，香港大学、诺丁汉大学、东北大学校董。此外，他还是香港湖南商会创会会长，湖南省政协常委，并先后获授香港大学名誉大学院士（2006年）、诺丁汉大学荣誉法学博士（2008年）、北京师范大学名誉博士（2016年）。